# Privilégio paulino
O privilégio paulino (em latim: Privilegium Paulinum) é uma doutrina cristã baseada nos ensinamentos de Paulo de Tarso em I Coríntios. Segundo Paulo, «Aos casados, porém, dou mandamento, não eu, senão o Senhor, que a mulher se não separe do marido (mas se ela se separar, fique sem casar, ou reconcilie-se com seu marido); e que o marido não deixe a sua mulher. Porém aos outros digo eu, não o Senhor: Se um irmão tiver mulher incrédula, e esta consente em morar com ele, não a deixe; e a mulher que tem marido incrédulo, e este consente em morar com ela, não deixe o marido. Pois o marido incrédulo é santificado na mulher, e a mulher incrédula é santificada no irmão; de outra maneira os vossos filhos seriam imundos, mas agora são santos. Mas se o incrédulo se separa, que se separe; em tais casos não está escravizado o irmão ou a irmã; mas Deus vos tem chamado em paz» (I Coríntios 7:10–15).
A primeira parte, "não eu, senão o Senhor" é basicamente a mesma doutrina de Jesus sobre o divórcio, que pode ser encontrada em Mateus 5 (Mateus 5:32), com paralelos em Mateus 19 (Mateus 19:9), Lucas 16 (Lucas 16:18) e Marcos 10 (Marcos 10:11). A segunda seção, "digo eu, não o Senhor", é a lição de Paulo sobre o divórcio.
Na Igreja Católica e em algumas denominações protestantes (apesar de a maior parte dos protestantes permitir o divórcio em qualquer circunstância), este trecho é interpretado como uma permissão para a dissolução do casamento entre dois não-batizados no caso de um (mas não ambos) deles buscar ser batizado para se converter ao cristianismo enquanto o outro preferir não fazê-lo. De acordo com a lei canônica católica, o "privilégio paulino" não se aplica quando quando qualquer um dos noivos já for cristão na época do casamento. 
Este ato é diferente da anulação, poise ele dissolve um casamento natural válido (embora não sacramental) ao passo que a anulação declara que o casamento nunca foi válido.
O privilégio petrino, que permite um novo casamento depois do divórcio, pode ser invocado apenas se um dos dois for batizado na ocasião deste segundo casamento, apesar de Paulo não comentar nada sobre a legalidade deste segundo casamento.